# Natriumwaterstofcarbonaat
Natriumwaterstofcarbonaat, ook aangeduid als natriumbicarbonaat, dubbelkoolzure soda, baksoda, en zuiveringszout, is een witte kristallijne stof die ook wordt gebruikt in bakpoeder als rijsmiddel in plaats van gist, als zuurteregelaar, en als antiklontermiddel. Als toevoeging voor levensmiddelen heeft het E-nummer E 500 (ii). Het wordt ook wel gebruikt in bluspoeder in brandblusapparaten, en als mild poets- of schuurmiddel, vooral in huishoudelijke context in Engeland, en als zuiveringszout tegen brandend maagzuur, namelijk als hoofdbestanddeel in maagtabletten.
Bij menging met een zuur ontleedt het waarbij koolzuurgas vrijkomt. Men kan natriumwaterstofcarbonaat dan ook gebruiken om dranken met "prik" te maken, ook wel sodawater genoemd.  Natriumwaterstofcarbonaat wordt in het lichaam in grote hoeveelheden geproduceerd door de alvleesklier om de zure maaginhoud te neutraliseren in de twaalfvingerige darm, onder vorming van koolstofdioxide:
{\displaystyle {\ce {NaHCO3 + HCl -> Na^+ + Cl^- + H2O + CO2}}}
Met een base reageert het tot natriumcarbonaat:
{\displaystyle {\ce {NaHCO3 + NaOH -> Na2CO3 + H2O}}}